# Gonzalagunia sororia
Gonzalagunia sororia är en måreväxtart som beskrevs av Paul Carpenter Standley. Gonzalagunia sororia ingår i släktet Gonzalagunia och familjen måreväxter. Inga underarter finns listade i Catalogue of Life.